# Villoria (Llaviana)
Villoria és una parròquia del conceyu asturià de Llaviana. Té una població 1.079 (INE Arxivat 2016-03-03 a Wayback Machine. 2011).

## Pobles
Els seus habitants estan repartits entre els pobles de Arbín, Braña Baxo, Braña Riba, Brañifraes, Bustiello, Campumayáu, Corián, El Bravial, El Cabu, El Cerezaliru, El Corazal, El Fabariegu, El Llosón, El Meruxal, El Rosil, El Tendiyón, Faiseques, Febreru, Fechaladrona, Fonfría, Grandiella, Grandón, La Barrosa, La Boza, La Casa la Peña, La Caúcia, La Correoria, La Llosagra, La Paraína, La Pumará, La Reondina, Les Bories, Les Mestres, Les Quintanes, Los Fornos, Los Tornos, Los Veneros, Migalpiri, Piedrafita, Piedresnegres, Reondo, San Pedro, Sograndiella, Solano Baxo, Solano Cima, Tablazo, Tarrucio, Troncos, Valdelafaya, Vallicastañal, Villoria y Viscozá.